# Protoss
Les Protoss sont une des trois espèces vivantes, avec les Terrans et les Zergs, de l’univers de fiction StarCraft. 

## Présentation
Les Protoss sont un peuple extraterrestre vivant dans le système de Koprulu. Ils sont dotés de pouvoirs psioniques et sont de grands adeptes de la robotique. Ils sont plus avancés technologiquement que les Terrans, notamment en ce qui concerne les vaisseaux spatiaux.

## Histoire
Les Protoss ont sous estimé la puissance des Zergs. Ils sont devenus un peuple apatride depuis l'invasion de leur monde natal d'Aïur par les Zergs.

## Armée (unités)
Les protoss compensent leur faible nombre par un ensemble d'unités meurtrières robotiques capable de réduire n'importe quel assaillant au silence :
Sonde : Unité de récolte protoss, elle est également capable de transférer les bâtiments protoss en posant une balise de transfert à l'endroit adéquat 
Zélote : Soldat fantassin protoss, il s'agit d'un guerrier dont les années et l'entrainement ont fait de lui un cauchemar pour tous ses adversaires, les zélotes portent des armures blindées et équipées, de surcroit, d'un bouclier d’énergie, il se battent à l'aide de lames psy dont la puissance dépend de celle de leur esprit.
Traqueur : Unité quadrupède agile et possédant le don de se téléporter sur de courtes distances, les traqueurs sont capables de blesser aussi bien les unités terrestres qu'aérienne avec leur canon laser jumelé.
Sentinelle : Robot de soutien capable de générer des barrières pour bloquer les adversaires mais également capable de générer un champ d'énergie ralentissant les projectiles adverses et réduisant leur potentiel offensif, il est à savoir que les sentinelles peuvent également générer des copies des unités protoss afin de leurrer l'adversaire.
Haut templier : Guerriers aux pouvoirs psioniques importants, ils sont capables de déchainer des tempêtes d’énergies destructrices pouvant détruire des contingents entiers d'unités, ils leur est également possible de retourner la puissance psionique de leur adversaire contre eux et de le détruire à cause de sa propre énergie. Bien entendu, ils sont également capable de se servir de leur lame en cas de dernier recours.
Templier noir : Guerrier assassin capable de se rendre invisible en permanence, ils sont chargés de l'infiltration mais aussi de l'élimination discrète des adversaires.
Archonte : L'archonte se crée quand deux haut templiers ou templiers noirs se sacrifient, la création en archonte est un acte murement réfléchi de la part des deux templiers, une fois le processus achevé les deux templiers se transforment en une créature dont les pouvoirs psioniques incalculables lui permettent d’annihiler toute forme de vie en un instant
Immortel : Robot lourdement blindé et très bien protégé grâce à ses boucliers, les immortels sont capables d'encaisser les attaques les plus puissantes et de riposter à l'aide de canons bi-jumelés capable de détruire les plus lourds blindages.
Dragon : Robot quadrupède capable d'ouvrir le feu à l'aide d'orbes d'énergie pure ciblant unités terrestres ou aériennes.
Colosse : Gigantesque robot quadrupède, il est capable de tirer deux lasers dont la température est suffisante pour découper n'importe quelle matière connue sans rencontrer de résistance, les systèmes de calculs du colosse lui permettent d'ouvrir le feu à bout portant sans crainte de se blesser lui-même .
Disrupteur : Sphère robotique lévitant en permanence, le disrupteur est capable de charger un orbe d'énergie et de l'envoyer vers les rangs adverses afin de causer de sérieux dégâts peu importe le type d'adversaire rencontré.
Phénix : Chasseur aérien à grande vitesse, il est équipé de canon à ion jumelé et est capable de tourner autour de sa cible afin de la mitrailler efficacement.
Disloqueur : Vaisseau capable de tirer un laser à cible unique qui croit en intensité au fur et à mesure de son activation, le disloqueur est capable à pleine puissance de raser des bases entières ou encore de fissurer la croute terrestre d'une planète en un instant.
Porte-nefs : Vaisseau amiral imposant produisant des robots volants nommés intercepteurs, les intercepteurs sont ultralégers et possèdent un double canon plasma léger, si un intercepteur seul n'est pas une menace grave, les centaines d'intercepteurs que peut contenir un porte-nefs lui permet de rapidement submerger ses opposants.
.Vaisseau mère : Monumental vaisseau amiral capable de déformer le temps et l'espace, les vaisseaux mères sont capables de camoufler intégralement bâtiments et unités alliées présents sous lui, de plus il est en mesure de téléporter de très vastes armadas d'un bout à l'autre de l'espace en quelques instants sans compter son armement capable de dévaster n'importe quel adversaire.